# Neurobasis anderssoni
Neurobasis anderssoni är en trollsländeart som beskrevs av Sjöstedt 1926. Neurobasis anderssoni ingår i släktet Neurobasis och familjen jungfrusländor. Inga underarter finns listade i Catalogue of Life.